# Der Sturm (opéra)
Pour les articles homonymes, voir Der Sturm et La Tempête.

Der Sturm (La tempête) est un opéra en trois actes du compositeur suisse Frank Martin sur un livret en allemand basé sur la traduction en allemand de Schlegel/Tieck de la pièce de Shakespeare The Tempest. Il fut créé au Wiener Staatsoper le 17 juin 1956. Le rôle de Prospero était prévu pour Dietrich Fischer-Dieskau, qui dut renoncer pour cause de maladie. En octobre 2008, lors d'un concert à Amsterdam, cette œuvre est enfin donné dans sa version complète comme l'avait imaginé son compositeur.

## Rôles
- Prospero – basse
- Miranda – soprano
- Alonso – basse
- Sebastian – baryton
- Antonio – ténor
- Gonzalo – basse
- Ferdinand – ténor
- Adrian – ténor
- Caliban – basse
- Trinculo – ténor
- Stephano – baryton
- Sailor – baryton
- Ariel – chœur en coulisse / acteur-danseur en scène

## Enregistrements
- enregistrement live : Robert Holl (Prospero), Christine Buffle (Miranda), Simon O'Neill (Ferdinand), James Gilchrist (Antonio), Ethan Herschenfeld (Alonso), Orchestre philharmonique de la radio néerlandaise et Netherlands Radio Choir, chef d'orchestre Thierry Fischer, Hyperion 2012[1],[3]. International Classical Music Awards (en) 2012, Gramophone (magazine) 2011, Diapason d'Or